# Gudrun Ensslin
Gudrun Ensslin (Bartholomä, Baden-Württemberg, 15 d'agost de 1940 – Stuttgart, 18 d'octubre de 1977) va ser una activista política alemanya, cofundadora del grup armat Fracció de l'Exèrcit Roig (RAF). Després de veure's embolicada romànticament amb el cofundador Andreas Baader, Ensslin va tenir una forta influència en la política esquerrana de Baader, convertint-se en el cap intel·lectual de la RAF.

## Joventut
Ensslin va néixer a la vila de Bartholomä a Baden-Württemberg, Alemanya, la quarta de set fills. El seu pare, Helmut Ensslin, era el pastor d'una Església Evangèlica. Ensslin sempre va ser l'estereotip d'una bona noia, bona estudiant a l'escola i àvida lectora de la Bíblia. A la seva família, les injustícies socials del món van ser molt discutides i Gudrun es va sensibilitzar molt cap als problemes socials de l'Alemanya occidental així com la problemàtica mundial. A l'edat de divuit anys Gudrun va tenir l'oportunitat de viure un any als Estats Units d'Amèrica i va finalitzar el batxillerat a Pennsilvània. Després del batxillerat, a causa de les seves qualificacions excel·lents, va obtenir l'escolaritat al Studienstiftung des deutschen Volkes o Fundació Nacional del Mèrit a l'estudiant Alemany, com Ulrike Meinhof i Horst Mahler, dos altres membres de la Fracció de l'Exèrcit Roig.
Gudrun va començar a estudiar filosofia, anglès i alemany, i va conèixer Bernward Vesper, un activista d'esquerres amb qui al costat de dos estudiants més va iniciar un petit negoci de publicacions anomenat Studio neue Literatur. En aquesta època, Ensslin també va intentar treballar de mestra d'escola. En 1965 Gudrun i Bernward es van casar i van anar a viure a Berlín occidental, on Gudrun va treballar en el Doctorat de la Universitat gratuïta. A Berlín van manifestar contra la carrera nuclear i la presència de bases militars nord-americanes a Alemanya. Per a dificultar més la relació matrimonial, Ensslin va participar en un intent de pel·lícula experimental pornogràfica, titulada Das Abonnement ("La Subscripció") Al juny de 1967 Ensslin va participar en protestes polítiques contra el xa de Pèrsia, que estava visitant Alemanya en aquest moment. A pesar que el xa era vist pels altres governs com un reformador, el seu règim era conegut per ser brutal contra l'oposició política i la Força Policial de l'Estat (SAVAK) torturava els detinguts polítics de manera sistemàtica.

## Una líder de la RAF
A l'arribada del xa de Pèrsia a Alemanya, van esclatar enfrontaments entre partidaris i rivals del règim iranià. Un oficial de policia va disparar al clatell a un jove estudiant alemany qui mai havia participat en manifestacions, Benno Ohnesorg. L'organització terrorista Moviment 2 de Juny, que es convertiria en aliada de la RAF, va ser nomenada així en commemoració a aquest esdeveniment. La nit següent Gudrun Ensslin denunciava en un míting polític que el Govern alemany era un estat feixista. L'oficial de policia, Karl-Heinz Kurras, va ser acusat per l'assassinat de l'estudiant i absolt de càrrecs el 23 de novembre de 1967, cosa que va causar una forta indignació pública. El gener de 1968, Gudrun va deixar el seu marit i el seu fill i al costat de Andreas Baader, a qui havia conegut l'estiu de 1967, va decidir lluitar contra el "sistema".
La nit del 2 d'abril de 1968, van esclatar dos incendis en uns grans magatzems a Frankfurt. Baader, Ensslin, Thorwald Proll i Horst Söhnlein van ser arrestats i a l'octubre de 1968 van ser condemnats a tres anys a la presó. Foren alliberats per una apel·lació al juny de 1969, però van escapar quan l'apel·lació va ser rebutjada. Baader va ser arrestat el 3 d'abril de 1970. Ensslin, Ulrike Meinhof, qui per a aquest moment era una periodista molt coneguda per la seva polèmica d'esquerra, i dues dones més el van ajudar a escapar el 14 de maig de 1970, en un tiroteig on va resultar morta una persona. Aquest va ser el principi d'una sèrie de crims violents de la RAF arreu d'Alemanya. Ensslin es va convertir al costat dels altres en una de les persones més buscades en tota Alemanya. Havia rebut fins i tot entrenament terrorista en un camp d'ensinistrament palestí a Jordània. Va ser arrestada en una botiga, el 8 de juny de 1972, a Hamburg.

## Mort

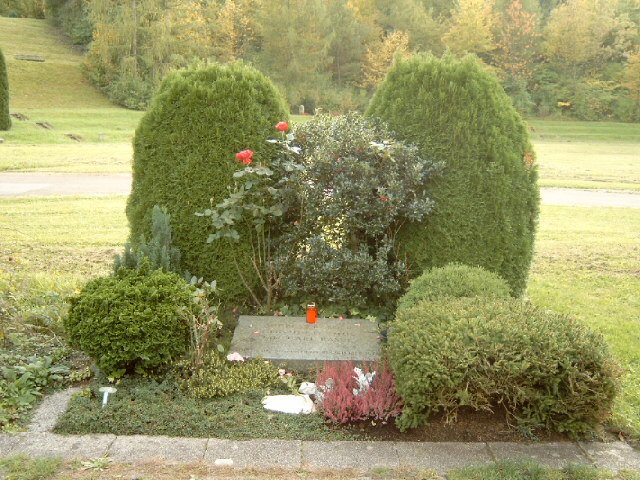
Sepulcre de Baader, Raspe i Enssli al cementiri Dornhaldenfriedhof de Stuttgart

Diversos intents per alliberar-la de presó, per mitjà de segrests realitzats tant per simpatitzants com pels membres de la segona generació de la RAF, van fracassar. Un fou el segrest de l'empresari Hanns-Martin Schleyer el 5 de setembre de 1977, quan això va fallar es va dur a terme el segrest d'un vol de Lufthansa, el 17 d'octubre, quan l'avió va ser assaltat per una unitat antiterrorista alemanya, Ensslin va ser trobada penjada en la seva cel·la, el matí del 18 d'octubre, alhora que Schleyer va ser executat per la RAF en represàlia. Oficialment, la mort de Gudrun va ser un suïcidi, no obstant això, simpatitzants i la membre de la RAF, Irmgard Möller, l'única supervivent dels presos a Stammheim, insisteixen que les morts dels activistes alemanys van ser una execució extrajudicial del Govern alemany. La vida de Ensslin va ser duta al cinema en la pel·lícula Les germanes alemanyes (1981), de Margarethe von Trotta.

## Altres referències
- Ellen Seiter, "La Política es Personal: Margarethe von Trotta's Marianne i Juliane" Diari de la pel·lícula i el vídeo 37.2 (1985) : 41 - 46.
- Hitler's Children Becker, Jillian. «The Story of the Baader-Meinhof Terrorist Gang». Arxivat de l'original el 2006-02-11. [Consulta: 25 agost 2007].
- Tom Vague «Televisionaries: the red army faction story 1963-1993». Arxivat de l'original el 2007-10-22. [Consulta: 25 agost 2007].